# Aline Griffith
María Aline Griffith Dexter (Pearl River, Nueva York, Estados Unidos, 22 de mayo de 1923-Madrid, España, 11 de diciembre de 2017), X condesa consorte de Quintanilla y III condesa de Romanones, fue una aristócrata, socialite, periodista y escritora hispanoestadounidense que trabajó en la Oficina de Servicios Estratégicos de los Estados Unidos (OSS) como oficial de cifra durante la Segunda Guerra Mundial.

## Biografía
María Aline Griffith Dexter nació el 22 de mayo de 1923 en Pearl River, Nueva York, en una familia de clase media de seis hijos, hija de William Griffith, un vendedor de seguros y bienes inmuebles, y de Marie Dexter.
Mientras trabajaba como modelo de alta costura, alcanzó una gran popularidad en las pasarelas más notables, por lo que Griffith fue reclutada por la OSS y enviada a España, según cuenta en su biografía "La espía vestida de rojo", donde trabajó en esta oficina durante la Segunda Guerra Mundial.
Según el libro de Elizabeth McIntosh, «comenzó en Madrid en la sala de códigos X-2 en 1943, de turno de día y de noche para descifrar mensajes. También manejó una pequeña red de agentes que espiaba al secretario privado de un ministro del gobierno español. La mayor parte de su emocionante trabajo se realizó después de horas cuando desarrolló una amplia vida social, informándose sobre los chismes que había escuchado después de una noche de fiesta, a menudo con la aristocracia española».
En España conoció y se casó con Luis de Figueroa y Pérez de Guzmán el Bueno, X conde de Quintanilla, más tarde III conde de Romanones, hijo de Luis Figueroa y Alonso-Martínez, en 1947. Tuvieron tres hijos varones: 
- Álvaro de Figueroa y Griffith, XI conde de Quintanilla y IV conde de Romanones, casado con Lucila Domecq Williams, excuñada de Bertín Osborne.
- Luis de Figueroa y Griffith, XII conde de Quintanilla y casado con la princesa Teresa de Sayn-Wittgenstein-Sayn y más tarde con María Inés Bárbara Márquez y Osorio, hija de los IV duques de Santa Cristina.
- Miguel de Figueroa y Griffith.

La pareja se convirtió más tarde en el conde y la condesa de Romanones tras la muerte del abuelo de su marido, Álvaro de Figueroa. 
Vivió en sus casas en Madrid, Nueva York y en su finca Pascualete, en  Trujillo, en la provincia española de Cáceres, la última de las cuales pertenecía a la familia de su esposo y que había sido restaurada concienzudamente. 
Además de ser conocida por sus libros, lo era también por sus lujosas fiestas, a las que asistieron muchos líderes mundiales y celebridades, estrellas de cine y otros miembros de la aristocracia entre ellos Ronald y Nancy Reagan, Jacqueline Kennedy, Cayetana Fitz-James Stuart, duquesa de Alba, Wallis Simpson, el barón Guy de Rothschild, Salvador Dalí, Ava Gardner, Audrey Hepburn y Grace Kelly, entre muchos otros. Además de su gran amistad con Cayetana, XVIII duquesa de Alba. 
En el año 1960 acudió como investigadora al Archivo Histórico Provincial de Cáceres (AHPCc) para buscar información sobre comediantes en Extremadura en el siglo XVII y datos sobre la construcción del puente de Almaraz.
Fue madrina de bautismo de Antonio Flores, junto con Antonio Ordóñez, que ejerció de padrino.
En 2009, fue entrevistada para el documental Garbo: The Spy sobre Joan Pujol, un doble agente español que apoyó a Gran Bretaña durante la Segunda Guerra Mundial.
Poseía una gran colección de joyas preciosas, que subastó hacia el final de su vida.
La condesa también era conocida por su personalidad imperiosa y temperamento altivo. En junio de 2017, la revista The New Yorker publicó The Countess's Private Secretary («La secretaria privada de la condesa»), de Jennifer Egan, que era un retrato identificable de ella.
Falleció el 11 de diciembre de 2017 a los 94 años en la capital española, después de padecer desde hacía años un enfisema pulmonar que había agravado su salud. Fue enterrada en el panteón que su familia tiene en Guadalajara.

## Publicaciones
Romanones publicó siete libros; seis se presentan como no ficción y uno es una novela. Los tres libros de Spy tratan sobre su participación en espionaje e inteligencia.
- The Earth Rests Lightly (1963), traducida al español como 'Historias de Pascualete (1964).
- An American in Spain (1980)
- The Spy Wore Red (1988), traducida al español como La espía que vestía de rojo (2010).
- The Spy Went Dancing (1991)
- The Spy Wore Silk (1991), traducida al español como La espía vestida de seda.
- The Well-Mannered Assassin (1994), su primera novela, basada en parte en Ilich Ramírez, alias «Carlos el Chacal» y traducida al español como Un asesino con clase (2002).
- La trama marroquí (2005).
- El fin de una era (2010).

## Controversia
Existe cierta controversia sobre la precisión de la descripción de Romanones de su trabajo para la OSS y la CIA. El historiador Rupert Allason, escribiendo bajo el seudónimo «Nigel West», sostiene que sus «relatos supuestamente objetivos [de su trabajo de espionaje] fueron completamente ficticios». Women's Wear Daily informó que había recuperado su archivo de la OSS de los Archivos Nacionales de los Estados Unidos y habían descubierto que ella había «bordado sus hazañas como espía estadounidense». Romanones respondió a las acusaciones en una entrevista: «Mis historias están todas basadas en la verdad. Es imposible que los detalles de cualquier misión que hice estén en un archivo».